# NGC 4536
NGC 4536 es una galaxia espiral que se encuentra a unos 70 millones de años luz de distancia en la constelación de Virgo. Se localiza en el extremo sureste del cúmulo de Virgo, del que forma parte, y a 4º al noroeste de Porrima (γ Virginis). En la observación a través del telescopio aparece como una galaxia grande pero tenue, de magnitud aparente 11,1 y brillo superficial 13,6 mag/arcsec2.
Fue descubierta por William Herschel en 1784. En 1981 se observó en NGC 4536 una supernova de Tipo Ia (SN 1981b). 
NGC 4536 es también una galaxia con brote estelar, el cual se concentra en su núcleo -dónde ya ha cesado- y en un anillo que rodea éste. Además, posee una pequeña barra central que se cree pudo haber surgido en una posible interacción con su vecina la galaxia NGC 4533